# Вехтерсбах
Вехтерсбах (њем. Wächtersbach) град је у њемачкој савезној држави Хесен. Једно је од 28 општинских средишта округа Мајн-Кинциг. Према процјени из 2010. у граду је живјело 12.423 становника. Посједује регионалну шифру (AGS) 6435029.

## Географски и демографски подаци
Вехтерсбах се налази у савезној држави Хесен у округу Мајн-Кинциг. Град се налази на надморској висини од 144 – 400 метара. Површина општине износи 50,8 km². У самом граду је, према процјени из 2010. године, живјело 12.423 становника. Просјечна густина становништва износи 245 становника/km².

## Међународна сарадња
| Мјесто | Држава    | Врста сарадње | Од    |
| ------ | --------- | ------------- | ----- |
|        | Француска | партнерство   | 1963. |
| Троицк | Русија    | партнерство   | 1991. |
| Извор  |           |               |       |